# Atak rakietowy na budynek administracji obwodowej w Mikołajowie
Atak rakietowy na budynek administracji obwodowej w Mikołajowie – zbrodnia wojenna dokonana 29 marca 2022 roku w Mikołajowie przez Siły Zbrojne Federacji Rosyjskiej podczas inwazji Rosji na Ukrainę. Na skutek ostrzału dziewięciopiętrowego budynku administracji zniszczeniu uległa centralna część budynku od pierwszego do dziewiątego piętra. W wyniku ataku zginęło 37 osób, a 36 zostało rannych.